# Cromerien
| Indeling van het Pleistoceen                                                                                             | Indeling van het Pleistoceen | Indeling van het Pleistoceen | Indeling van het Pleistoceen | Indeling van het Pleistoceen | Indeling van het Pleistoceen |
| Internationaal | Internationaal               | Internationaal               | Noordwest-Europa             | Noordwest-Europa             | Noordwest-Europa             |
| Serie | Subserie                     | Etage                        | Super-etage                  | Etage                        | Tijd (Ma)                    |
| --- | ---------------------------- | ---------------------------- | ---------------------------- | ---------------------------- | ---------------------------- |
| Holoceen | Vroeg                        | Greenlandien                 | Holoceen                     | Holoceen                     | jonger                       |
| Pleistoceen | Laat                         | (onbenoemd)                  | (onbenoemd)                  | Weichselien                  | 0,116 - 0,0117               |
| Pleistoceen | Laat                         | (onbenoemd)                  | (onbenoemd)                  | Eemien                       | 0,126 - 0,116                |
| Pleistoceen | Midden                       | Chibaien                     | (onbenoemd)                  | Saalien                      | 0,238 - 0,126                |
| Pleistoceen | Midden                       | Chibaien                     | (onbenoemd)                  | Oostermeer                   | 0,243 - 0,238                |
| Pleistoceen | Midden                       | Chibaien                     | (onbenoemd)                  | (onbenoemd)                  | 0,324 - 0,243                |
| Pleistoceen | Midden                       | Chibaien                     | (onbenoemd)                  | Belvédère                    | 0,338 - 0,324                |
| Pleistoceen | Midden                       | Chibaien                     | (onbenoemd)                  | (onbenoemd)                  | 0,386 - 0,338                |
| Pleistoceen | Midden                       | Chibaien                     | (onbenoemd)                  | Holsteinien                  | 0,418 - 0,386                |
| Pleistoceen | Midden                       | Chibaien                     | (onbenoemd)                  | Elsterien                    | 0,465 - 0,418                |
| Pleistoceen | Midden                       | Chibaien                     | Cromerien                    | diverse etages               | 0,850 - 0,465                |
| Pleistoceen | Vroeg                        | Calabrien                    | Cromerien                    | diverse etages               | 0,850 - 0,465                |
| Pleistoceen | Vroeg                        | Calabrien                    | Bavelien                     | diverse etages               | 1,07 - 0,85                  |
| Pleistoceen | Vroeg                        | Calabrien                    | Menapien                     | diverse etages               | 1,20 - 1,07                  |
| Pleistoceen | Vroeg                        | Calabrien                    | Waalien                      | diverse etages               | 1,45 - 1,20                  |
| Pleistoceen | Vroeg                        | Calabrien                    | Eburonien                    | diverse etages               | 1,80 - 1,45                  |
| Pleistoceen | Vroeg                        | Gelasien                     | Tiglien                      | diverse etages               | 2,40 - 1,80                  |
| Pleistoceen | Vroeg                        | Gelasien                     | Pretiglien                   | diverse etages               | 2,58 - 2,40                  |
| Plioceen |                              | Piacenzien                   | Reuverien                    |                              | ouder                        |
| Tabel 1 - Indeling van het Pleistoceen Blauwe vakken: Glaciaal of Stadiaal - Roze vakken: Interglaciaal of Interstadiaal |                              |                              |                              |                              |                              |

Het geologisch tijdperk Cromerien (Vlaams: Cromeriaan) is een super-etage van de serie Pleistoceen (tabel 1), dat duurde van 850 tot 465 ka. Het komt na het Bavelien en na het Cromerien komt het Elsterien. In het Cromerien heeft zich (rond 780 ka) voor het laatst een omkering van het aardmagnetisch veld voorgedaan. Het Cromerien omvat verschillende koude en warme etages (tabel 2). Het is genoemd naar de Engelse kustplaats Cromer.

## Glacialen en interglacialen

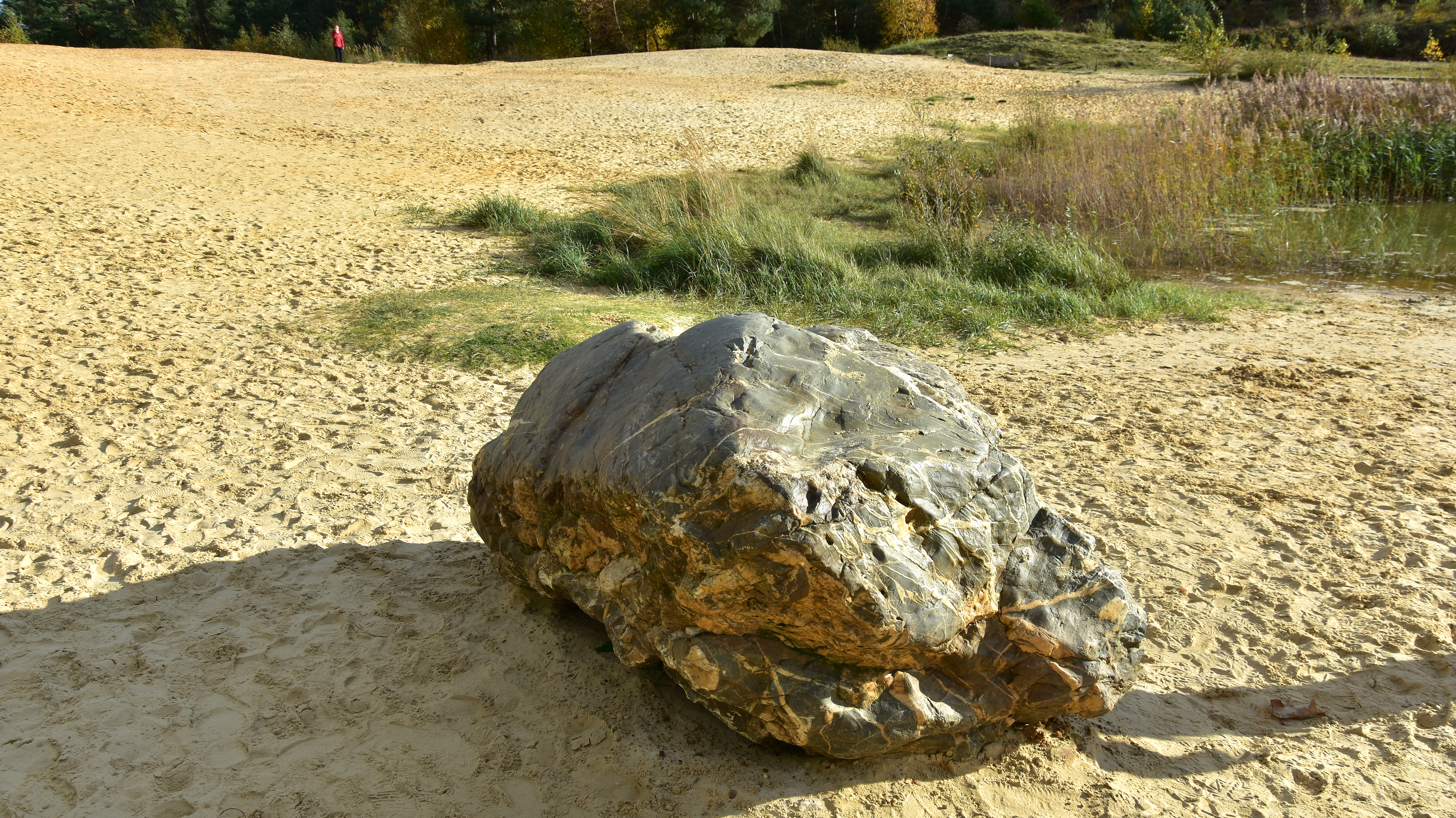
Een ijsschotszwerfsteen

Het Cromerien omvat een afwisseling van warmere en koudere perioden. In Nederland traden tijdens het Cromerien drastische veranderingen in de patronen van riviersedimentatie op. De Rijn en Maas kregen op het vasteland van Nederland meer ruimte en brachten grote hoeveelheden sediment naar de in de Noordzee liggende delta. De Maas ging door met de vorming van enkele terrassen in het Zuid-Limburgse landschap en liet ijsschotszwerfstenen achter tijdens het Cromerien. 
Over de glaciale perioden van het Cromerien is uit de Nederlandse ondergrond weinig bekend, dit in tegenstelling tot België (zie de Grot van Belle-Roche) en Duitsland.
| Serie Tijdvak                                      | Super-etage Super-tijd | Etage Tijd       | Tijd geleden (Ma) |
| -------------------------------------------------- | ---------------------- | ---------------- | ----------------- |
| Pleistoceen                                        | Elsterien              |                  | 0,465             |
| Pleistoceen                                        | Cromerien              | Noordbergum      |                   |
| Pleistoceen                                        | Cromerien              | C                |                   |
| Pleistoceen                                        | Cromerien              | Rosmalen         |                   |
| Pleistoceen                                        | Cromerien              | onbenoemd        |                   |
| Pleistoceen                                        | Cromerien              | Cromerian 'type' |                   |
| Pleistoceen                                        | Cromerien              | B                |                   |
| Pleistoceen                                        | Cromerien              | Westerhoven      |                   |
| Pleistoceen                                        | Cromerien              | A                |                   |
| Pleistoceen                                        | Cromerien              | Waardenburg      | 0,850             |
| Pleistoceen                                        | Bavelien               | Dorst            |                   |
| Blauwgroen: Koude periode Zalmroze : Warme periode |                        |                  |                   |

1. ↑  Cohen et al. (2013)